# Gemma Calvet i Barot
Gemma Calvet i Barot (Barcelona, 10 de desembre 1966) és una jurista, analista política catalana, que va ser diputada al Parlament de Catalunya en la X Legislatura.

## Trajectòria acadèmica i professional
És llicenciada en Dret per la Universitat Autònoma de Barcelona (1991), Màster bianual europeu en Justícia Criminal i criminologia crítica per la Universitat de Barcelona (1991-1993), amb les Universitats de Saarland, Van Gent, Middlesex, Rotterdam i Bari. Postgrau en Dret diplomàtic i consular (ICAB, 2015). Ha ampliat els seus estudis amb cursos d'especialització en dret sanitari, justícia juvenil, dret penitenciari, violència de gènere de l'Il·lustre Col·legi d'Advocats de Barcelona i amb l'assistència a seminaris organitzats per l'AED (Advocats Europeus Demòcrates) d'àmbit europeu.
Va iniciar la seva trajectòria com advocada al despatx Cahen & Constantin a Paris l'any 1990-1991. Ha exercit de professional de l'advocacia i consultora a Barcelona des del 1991 i és membre de l'Il·lustre Col·legi d'Advocats de Barcelona on ha participat en diverses comissions. Ha estat professora de l'Institut de Seguretat Pública de Catalunya i participa anualment en oferta de formació universitària i postgrau. Ha fet conferències, xerrades, seminaris i formació a entitats públiques i privades. En l'àmbit empresarial i sindical ha elaborat plans d'igualtat i formació.
Ha estat membre del Comitè d'Ètica de la Policia de Catalunya, del Consorci de Serveis socials de Barcelona, de l'Oficina per la No-discriminació de l'Ajuntament de Barcelona i de la Taula Penitenciaria de Catalunya. Entre el 2001 i el 2003 va ser Directora General de Drogodependències del Govern Basc.
Ha participat en recerques i consultoria a nivell internacional, a República Dominicana (Estudi de la Fiscalia sobre violència familiar), i a Irlanda del Nord (Procés de pau i dimensió jurídica). Per encàrrec del President Michael Rattner del Center for Constitutional Rights de Nova York va redactar la querella per crims comesos a Guantánamo que posteriorment es va tramitar a l'Audiència Nacional de Madrid.
Entre 2017 i 2023 fou directora de l'Agència de Transparència de l'AMB (Àrea Metropolitana de Barcelona).
Ha col·laborat durant més de deu anys com articulista d'opinió als diaris El Punt Avui, Ara i El Periódico i ha participat setmanalment com analista política en programes de ràdio i televisió com Els Matins de TVC, 59 segons de TVE-Catalunya, 8 al dia, El món a RAC1 i l'Oracle de Catalunya Ràdio.
El setembre de 2016 va publicar el llibre Què ens està passant?, amb pròleg de Xavier Sala Martín, on, a través de diàlegs amb personalitats rellevants de l'àmbit cultural, social i polític, fa una anàlisi crítica i constructiva de la realitat política catalana actual.
És membre del Consell Assessor de la Taula d'Entitats del Tercer Sector Social de Catalunya.
És membre d'Òmnium Cultural i de l'Ateneu Barcelonès. No ha militat en cap partit polític.

## Trajectòria política
La seva activitat política es circumscriu al període 2012-2015. Ha estat diputada independent al Parlament de Catalunya del 17 de desembre de 2012 al 4 d'agost de 2015 com a representant de la plataforma de la societat civil Catalunya Sí, al Grup Parlamentari d'Esquerra Republicana de Catalunya per la circumscripció de Barcelona durant la X legislatura i Presidenta de la Comissió de Justícia i Drets Humans.
Ha estat membre de la Comissió d'Investigació sobre les Possibles Responsabilitats Derivades de l'Actuació i la Gestió de les Entitats Financeres i la Possible Vulneració dels Drets dels Consumidors, de la Comissió d'Estudi dels Models de Seguretat i Ordre Públic i de l'Ús de Material Antiavalots en Esdeveniments de Masses i de la Comissió d'Estudi del Dret a Decidir.
Ha estat Presidenta de la Mesa de la Comissió de Justícia i Drets Humans, Portaveu en la Comissió d'Acció Exterior i de la Unió Europea i portaveu de la Comissió d'Interior. Va promoure la creació del Grups de treball pel tancament del Centre d'internament d'estrangers, en el que es van acordar per àmplia majoria parlamentària unes conclusions que adoptaven el tancament del CIE. Ha estat ponent de la proposició de llei de modificació de l'article 14 de la Llei 1/2006 de la iniciativa legislativa popular, de la llei de transparència i accés a la informació pública (Llei 19/2014) i ponent conjunta de la proposició de llei de consultes populars no referendàries i participació ciutadana.